# بريان دومينغيز
بريان دومينغيز (بالإنجليزية: Bryan Dominguez)‏ هو لاعب كرة قدم أمريكي، ولد في 7 مارس 1991 في أتلانتا في الولايات المتحدة. شارك مع منتخب الولايات المتحدة تحت 17 سنة لكرة القدم. أما مع النوادي، فقد لعب مع أمريكا دي كالي.

## وصلات خارجية
- بريان دومينغيز على موقع الاتحاد الدولي (مؤرشف)  (الإنجليزية)
- بريان دومينغيز على موقع قاعدة بيانات كرة القدم.إي يو (الإنجليزية)